# 1637 en santé et médecine
| Années de la santé et de la médecine : 1634 - 1635 - 1636 - 1637 - 1638 - 1639 - 1640    |
| Décennies de la santé et de la médecine : 1600 - 1610 - 1620 - 1630 - 1640 - 1650 - 1660 |

Cet article présente les faits marquants de l'année 1637 en santé et médecine.

## Événements
- Marie de Vignerot, duchesse d'Aiguillon, nièce du cardinal Richelieu, conseillée par le père Paul Le Jeune, supérieur des missions des Jésuites en Nouvelle-France, décide de fonder un hôpital à Québec[1].

## Publications
- Angelo Sala (1576-1637) publie Angeli Salae, Vicentini Veneti, Chymiatri Candidissimi, Saccharologia[2].

## Naissances
- 12 février : Jan Swammerdam (mort en 1680), médecin et naturaliste néerlandais[3].
- 13 mai : Giacinto Cestoni (mort en 1718), pharmacien italien[4].

## Décès
- 21 juillet : Daniel Sennert (né en 1572), médecin allemand, professeur à l'Université de Wittemberg. Il contribua à la renaissance de l'atomisme[5].
- 8 septembre : Robert Fludd (né en 1574), médecin paracelsien, astrologue et mystique anglais[6].
- 2 octobre : Angelo Sala (né en 1576), médecin et chimiste italien[7].